# Мариина кула
Мариината кула (на гръцки: Πύργος της Μάρως) е средновековно отбранително съоръжение, разположено в сярското село Ежово (Дафни), Северна Гърция.

## Местоположение
Кулата е разположена в северозападния край на селото.

## История
Изградена е в 1374 година и е смятана за жилище на Мария Бранкович, жена на Мурад II и господарка на Ежово, където и умира в 1487 година.
Кулата е разрушена прези 1753 година. През 40-те години на XX век жителите на Ежово я използват за строителен материал.
В 1958 година държавата я защитава като паметник на културата.
Кулата претърпява значителни щети при земетресенията от 1978 година. Тези щети са възстановени до известна степен.

## Описание
В морфологично отношение кулата прилича на Кучоската кула и на съвременната ѝ Мармарска кула (1367). Кулата е била триетажна и е била използвана като жилищна. В запазената част на кулата няма вход и очевидно той е бил на втория етаж. Някъде през XVI или XVII век последният етаж вече се е срутил, а кулата е била още в употреба.
Кулата е изградена от здрава, чиста кирпичена зидария, в която са разпръснати парчета тухли в безпорядъчна подредба. Използвани са камъни от близката река Ежовица и ъглови, обработени поролити, взети от кариери в подножието на Орсовата планина. Градежът е укрепен с дървени греди.
Кулата е самостоятелна архитектурна единица, с квадратен пла с външни размери 12,41 m x 12,41 m. Днес нейната височина се издига до около 14,30 m в западния ъгъл. Първият етаж е бил покрит с изграден купол, а вторият с керемиден покрив.
Незапазеният вход в средата на североизточната страна е бил засводен с праг е бил на височина около 1,90 m над терена и се е влизало с дървена стълба. Подобно стълбище изглежда е имало и вътре, което улеснява слизането до пода на първия етаж. Над входа е имало засводен прозорец. Подобни прозорци изглежда са съществували от другите страни на кулата, отваряйки се в дебелината на стените на горния етаж.
Твърди се, че кулата е комуникирала чрез подземен таен проход със Светамаринската кула, разположена извън селото, на няколкостотин метра на запад. Съществуването на този проход не е потвърдено.
Кулата следва типологията на светогорските кули. До кулата манастирът Ставроникита поддържа собственост до средата на 30-те години на XX век.